# Louis Léon Weber

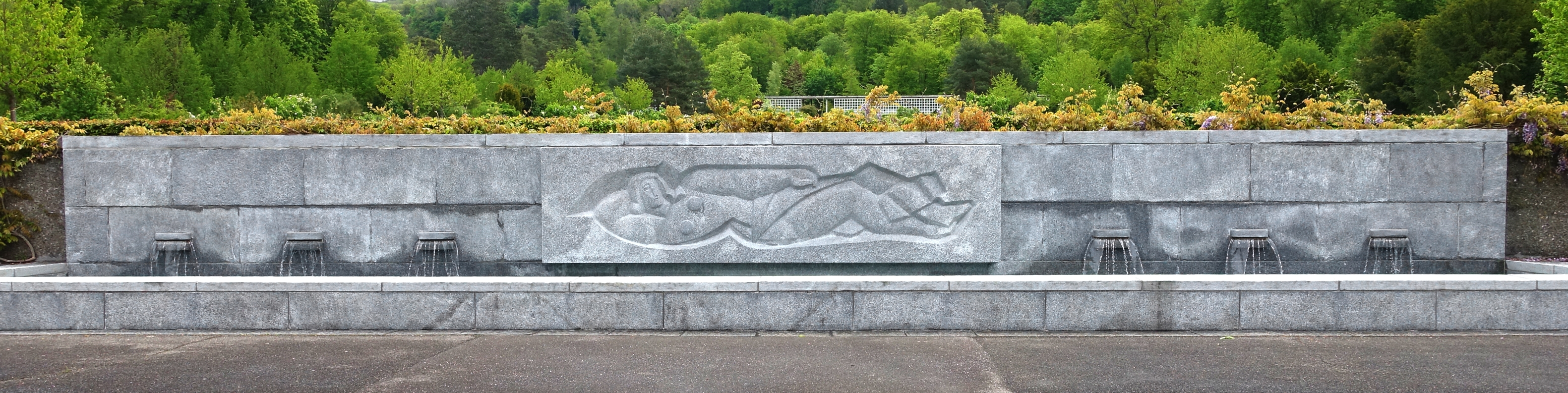
Die Entspannung, 1930–1938, Friedhof am Hörnli

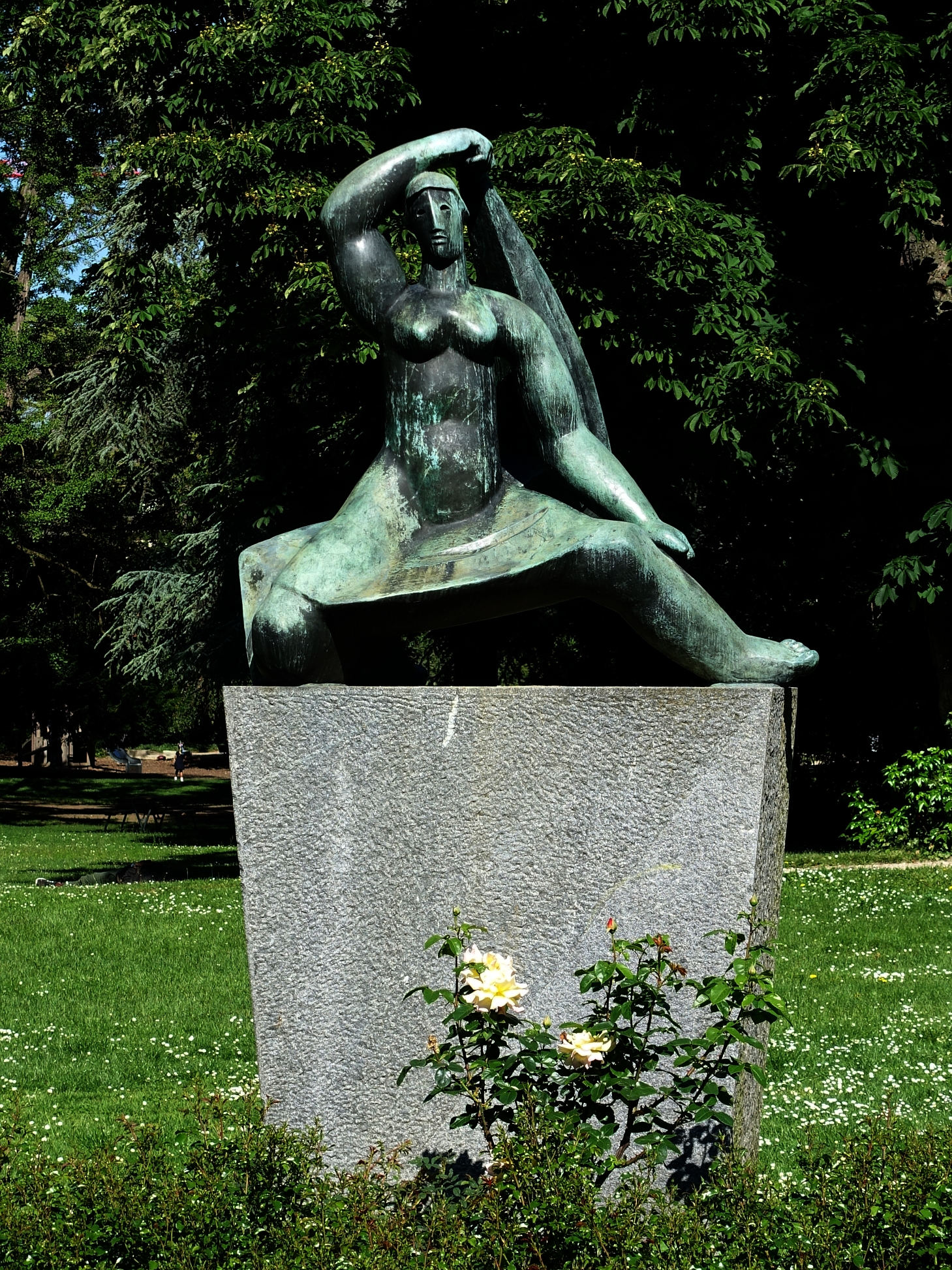
L’Aube, 1957–1961, Rosenfeldpark, Basel

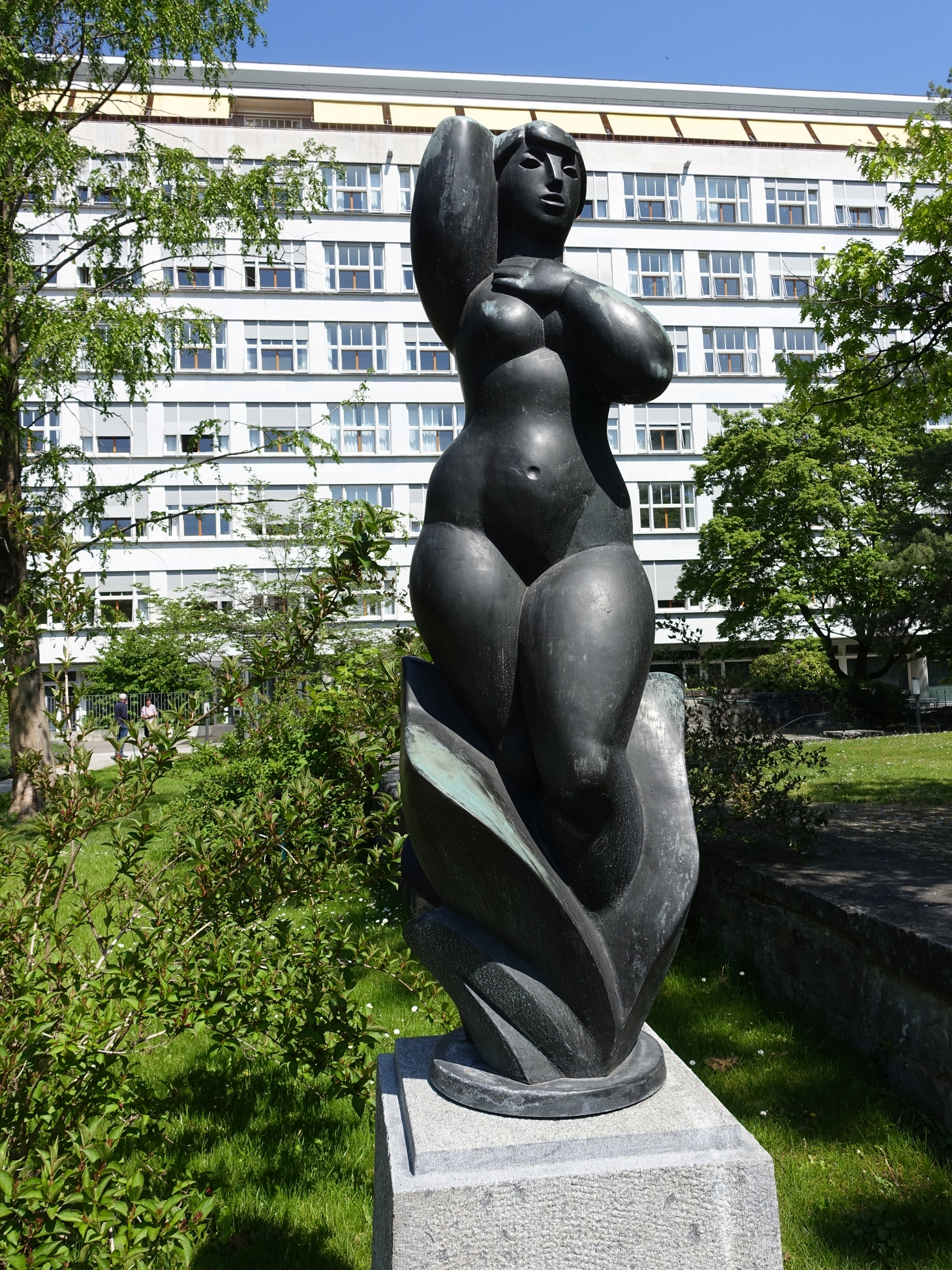
Daphne, 1951, Universitätsspital Basel

Louis Léon Weber (* 13. April 1891 in Bourgfelden, Elsass, heimatberechtigt in Reigoldswil; † 30. Oktober 1972 in Basel) war ein Schweizer Bildhauer. Sein Werk umfasst Büsten sowie Plastiken im öffentlichen Raum.

## Leben und Werk
Louis Léon Weber war der Sohn des aus Reigoldswil stammenden Vater Leo Weber (Metzger und Wirt) und Magdalena Eberenz aus Bourgfelden. Er wuchs in Basel auf und während seiner Ausbildung zum Holzschnitzer in einer Möbelfabrik ging diese in Konkurs. Als Gelegenheitsarbeiter arbeitete Weber auf dem Bau und zog in dieser Zeit mit Hermann Scherrer zusammen. 1909 ging Weber für ein Jahr nach Paris, wo er sich mit Gelegenheitsarbeiten durchschlug, u.a als Modell an der Ecole de Beaux Arts. In dieser Zeit entstanden viele seiner Aktzeichnungen. Zurückgekehrt arbeitete Weber wieder als Gelegenheitsarbeiter auf dem Bau. In Basel besuchte er Zeichen- und Modellierkurse an der Gewerbeschule und bildete sich als Autodidakt in der Stein- und Bildhauerei weiter. 1911 zog Weber erneut nach Paris und arbeitete als Lernender und später als Steinmetz für den Bildhauer August Suter.
Ab 1912 war er Mitarbeiter von Carl Burckhardt und half ihm, die fünf Reliefs am Kunsthaus Zürich auszuhauen, die 1914 fertiggestellt waren. Ein Abstecher führte ihn nach Mannheim, wo er für August Suter eine Marmorbüste von Fritz Fleiner aushaute. Sein Plan, wieder nach Paris zu gehen, durchkreuzte der Beginn des Ersten Weltkrieges. Als Füsilier im Regiment 21 war er während des ganzen Krieges in den Baselbieter Bataillonen 52 und 53 eingeteilt. Nach dem Krieg arbeitete Weber wieder für August Suter in Zürich und Luzern.
Weber beteiligte sich an verschiedenen Wettbewerben. 1922 gewann er den ersten Preis mit einem Entwurf für das Schützendenkmal in Aarau, der jedoch nicht ausgeführt wurde. Das von ihm 1925 gestaltete Sandsteinrelief für das Wehrmännerdenkmal (Grenzbesetzungsdenkmal) auf der Batterie-Anlage des Bruderholz wurde in der Nacht vor dem Einweihungstag mit roter Mennigfarbe beschmiert. Ein Jahr später wurde dieses mit Hammer und Meissel endgültig zerstört. Man vermutete eine antimilitaristische Aktion. 1955 beschloss der Regierungsrat, das stark beschädigte Sandsteinrelief abtragen zu lassen und an dessen Stelle eine Bronzetafel, gestaltet vom Basler Grafiker Numa Rick (1902–1973), zu setzen.
Weber war ein Gründungsmitglied der Gruppe 33. Dieser gehörte er bis 1943 an und hat. Wie viele Basler Kunstschaffende war er für das Larvenatelier Tschudin tätig. Einige seiner Werke gingen aus den Wettbewerben des Kunstkredits Basel-Stadt als Sieger hervor. So schuf er in Basel acht Brunnenanlagen, unter denen sich der Jubiläumsbrunnen auf dem Kirchplatz von Kleinhüningen, der Brunnen des Neubadschulhauses, der Seelöwenbrunnen auf der Schützenmatte und der Brunnen an der Allschwilerstrasse befinden. 1934 schuf er das grosse Brunnen-Relief Entspannung auf dem Friedhof am Hörnli. Entspannung, weil nach dem Leben, der Tod als die grosse Entspannung anzusehen ist. Ein Altes wird abgelegt, ein Neues steht bevor. Dazwischen liegt die Entspannung.
Die Werke von Henry Laurens, Constantin Brancusi, Etienne Hajdu und Alberto Giacometti zählten zu Webers Favoriten. Seine kulturellen Vorbilder waren die Skulpturen aus Mesopotamien, Griechenland, Ägypten, der Etrusker (Apollon von Veji), der Minoer und der Inkas sowie die Mosaike von Ravenna.
Weber schuf eine mächtige Aluminiumplastik für das Schifffahrtsamt in Kleinhüningen und Porträtbüsten u. a. von Charles Hindenlang, Traugott Meyer und Rudolf Graber. Für das Carl-Spitterer-Denkmal in Bennwil fertigte er das Hochreliefmedaillon und eine Brunnenplastik für den Güggelbrunnen in Frenkendorf an. Weber arbeitete lange mit Hans Bernoulli zusammen.
1938 fand in Zürich für eine Plastik am Kongresshaus ein grosser Wettbewerb für alle Schweizer Bildhauer statt. Webers Entwurf für ein Aluminium-Hochrelief gewann den ersten Rang. Aus Geldmangel konnte der Entwurf nicht umgesetzt werden. Im Rahmen Bund moderner Schweizer Künstler stellte Weber in Zürich und Genf aus, ebenso 1956 in der Ausstellung Schweizer Portraitkunst in Bern. In einer Städte-Ausstellung wurde die von Weber geschaffene Büste Carl Henschen gezeigt und 1957 war Weber mit zwei abstrakten Plastiken an der Biennale in Venedig vertreten.
Weber schuf auch kubistisch-abstrakte Werke, die in Basel, Baselland und in anderen Schweizer Städten zu sehen sind. 1915 heiratete Weber Clara Glaser.

## Werke (Auswahl)
- 1922: Brunnenskulptur, Bau- und Wohngenossenschaft Basel, Morgartenring
- 1925: Wehrmännerdenkmal, Batterieanlage Bruderholz
- 1930–1938: Relief Die Entspannung, Friedhof am Hörnli
- 1951: Skulptur Daphne, Universitätsspital Basel
- 1956: Brunnenskulptur, Neubadschulhaus Basel
- 1958: Denkmal für das Gefecht am Bruderholz
- 1957–1961: Skulptur L’Aube, Rosenfeldpark Basel

## Ausstellungen (Auswahl)
- 1930: Kunsthaus Basel, Weihnachtsausstellung Basler Künstler
- 1935: Kunsthaus Basel, Weihnachtsausstellung Basler Künstler
- 1936: Aargauer Kunsthaus, «Eine Konfrontation-Dreissig Jahre Schweiz»
- 1942: Kunsthaus Zürich, Allianz-Vereinigung moderner Schweizer Künstler
- 1952: Schloss Ebenrain, Sissach, «Baselbieter Künstler»
- 1956: Biennale Venedig
- 1975: Schloss Ebenrain in Sissach
- 1980: Universitätsbibliothek Basel, «Begegnung Basel»

## Literatur

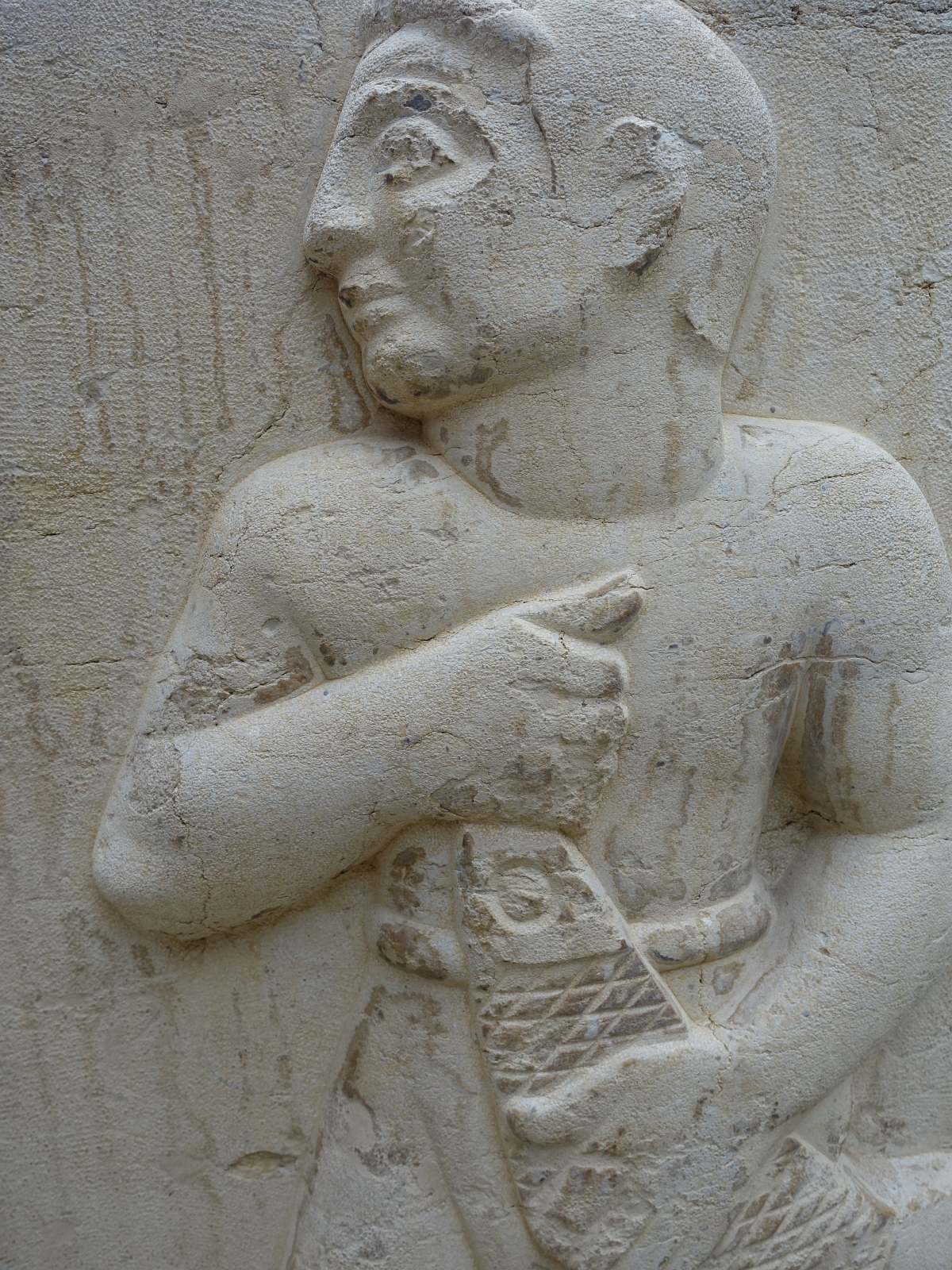
Brunnenrelief 1941–1945.
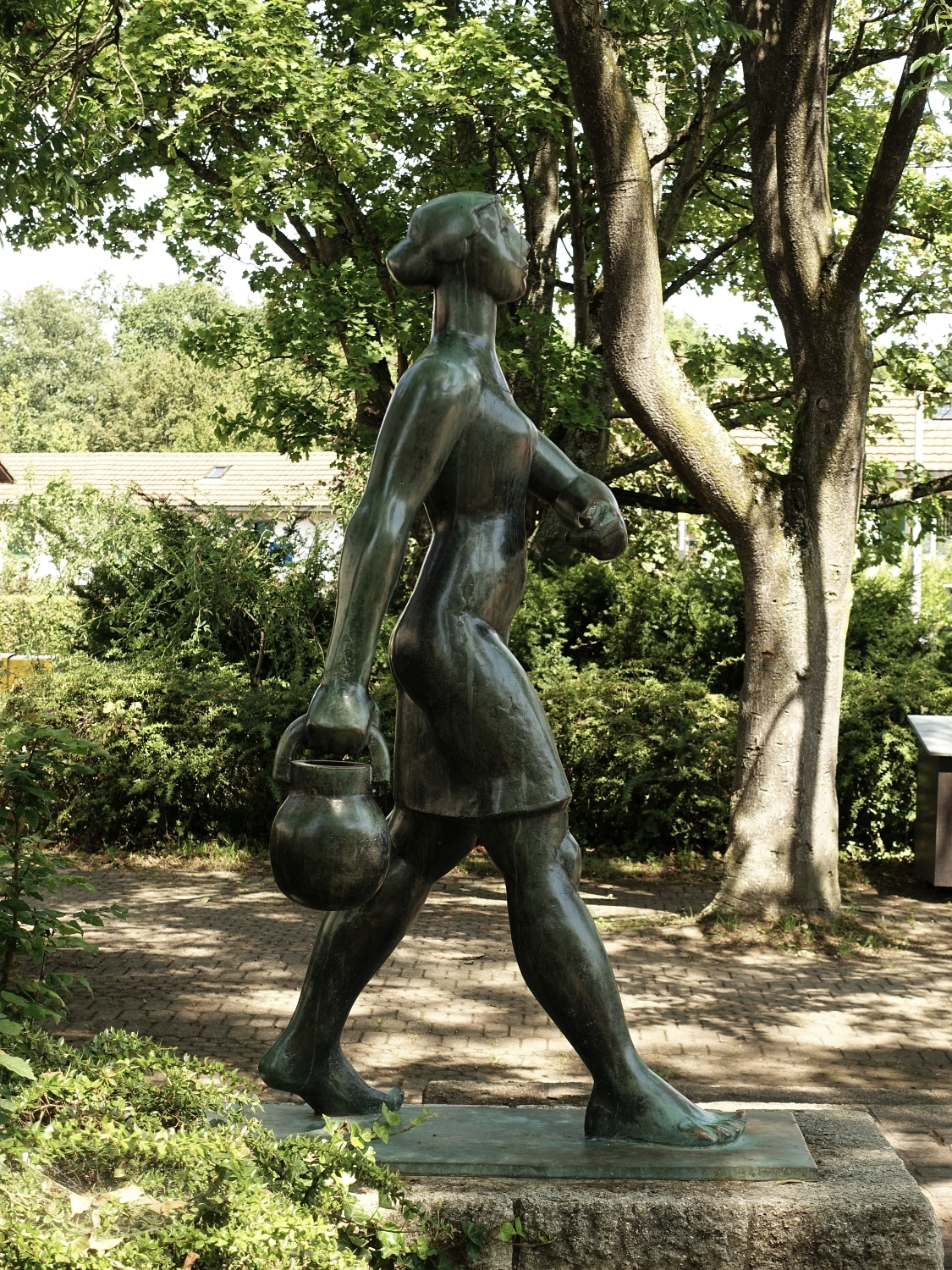
Wasserträgerin, 1952
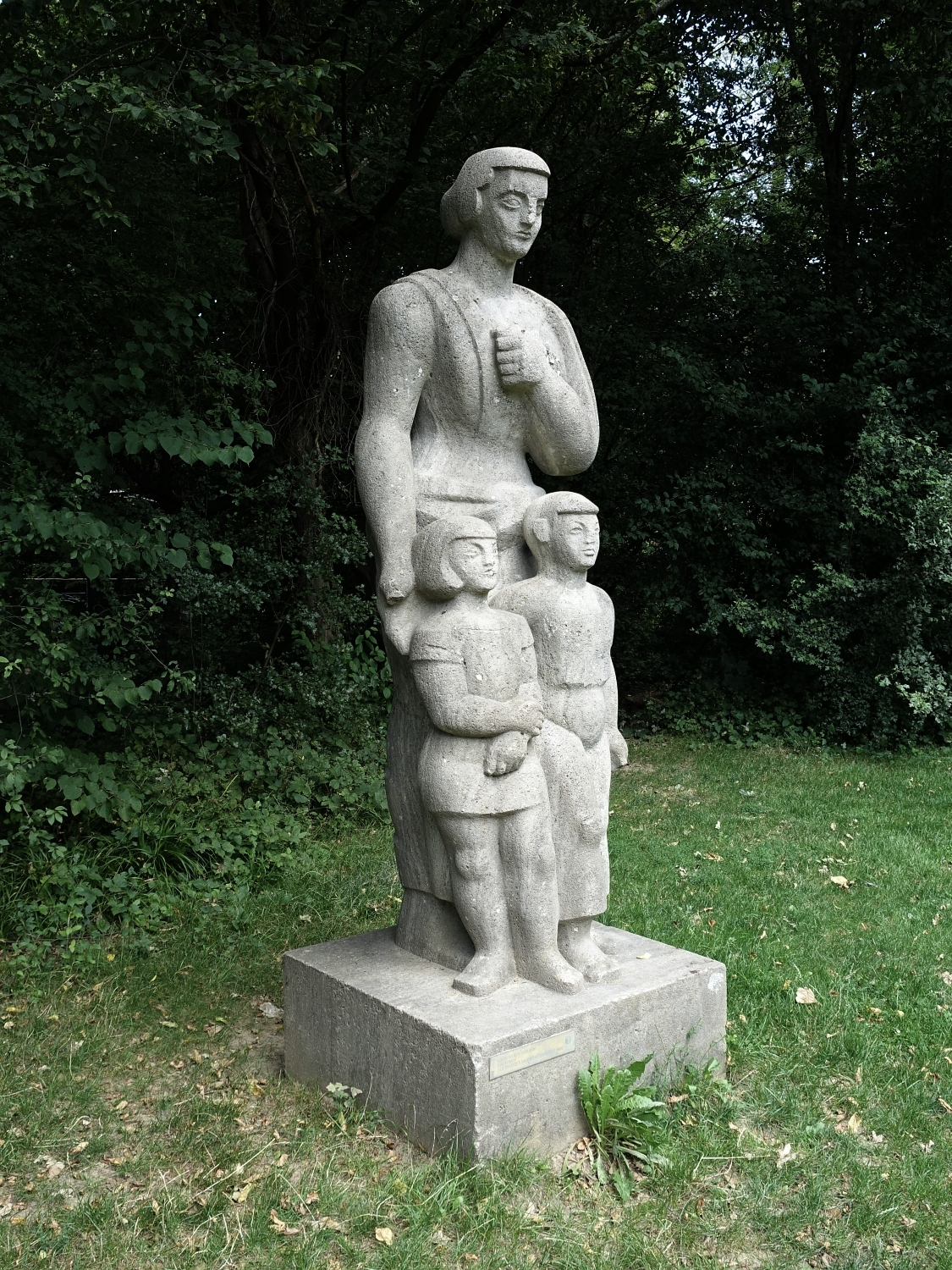
Maternité (Mutterschaft), 1955
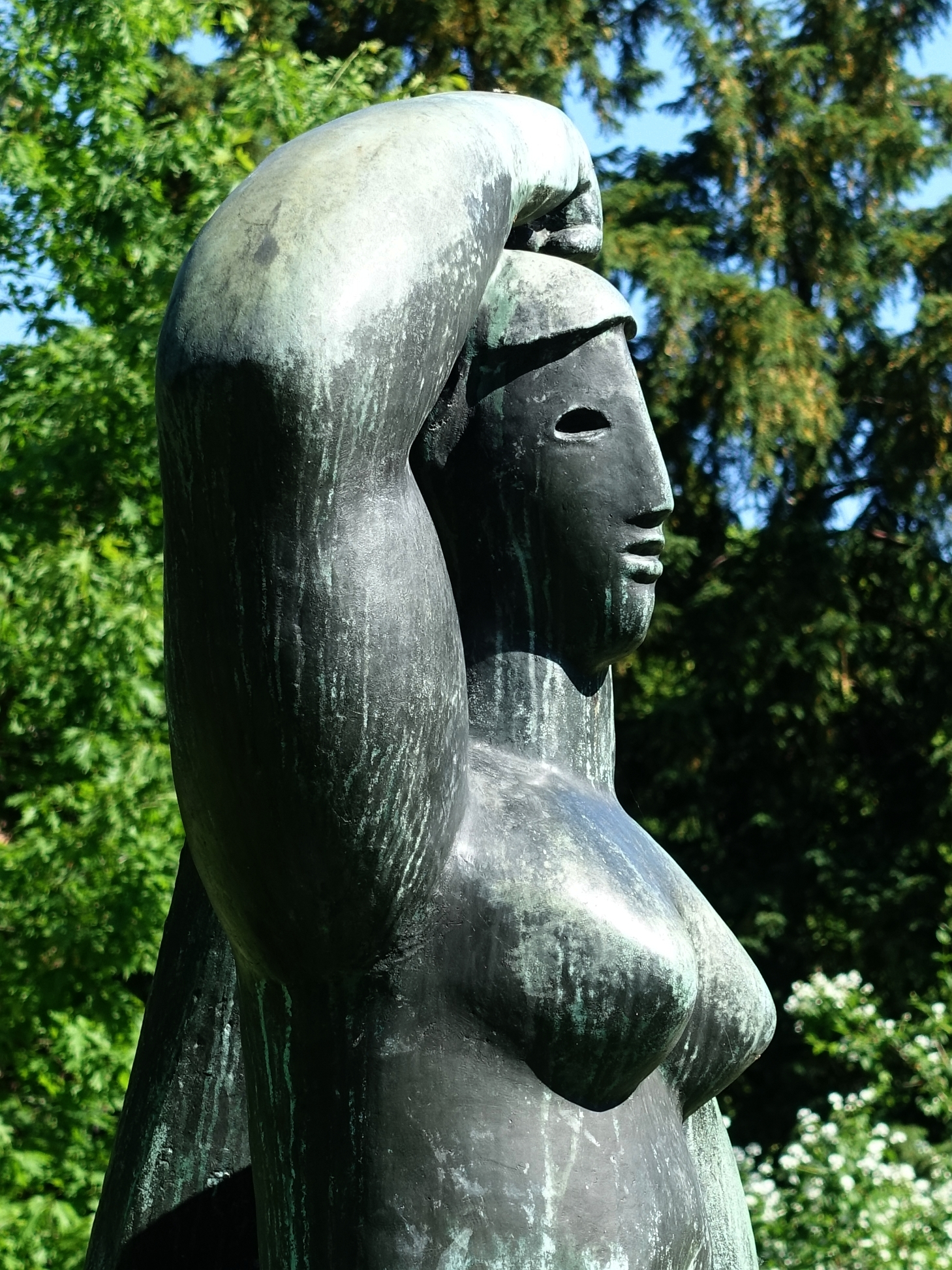
L’Aube, 1957–1961
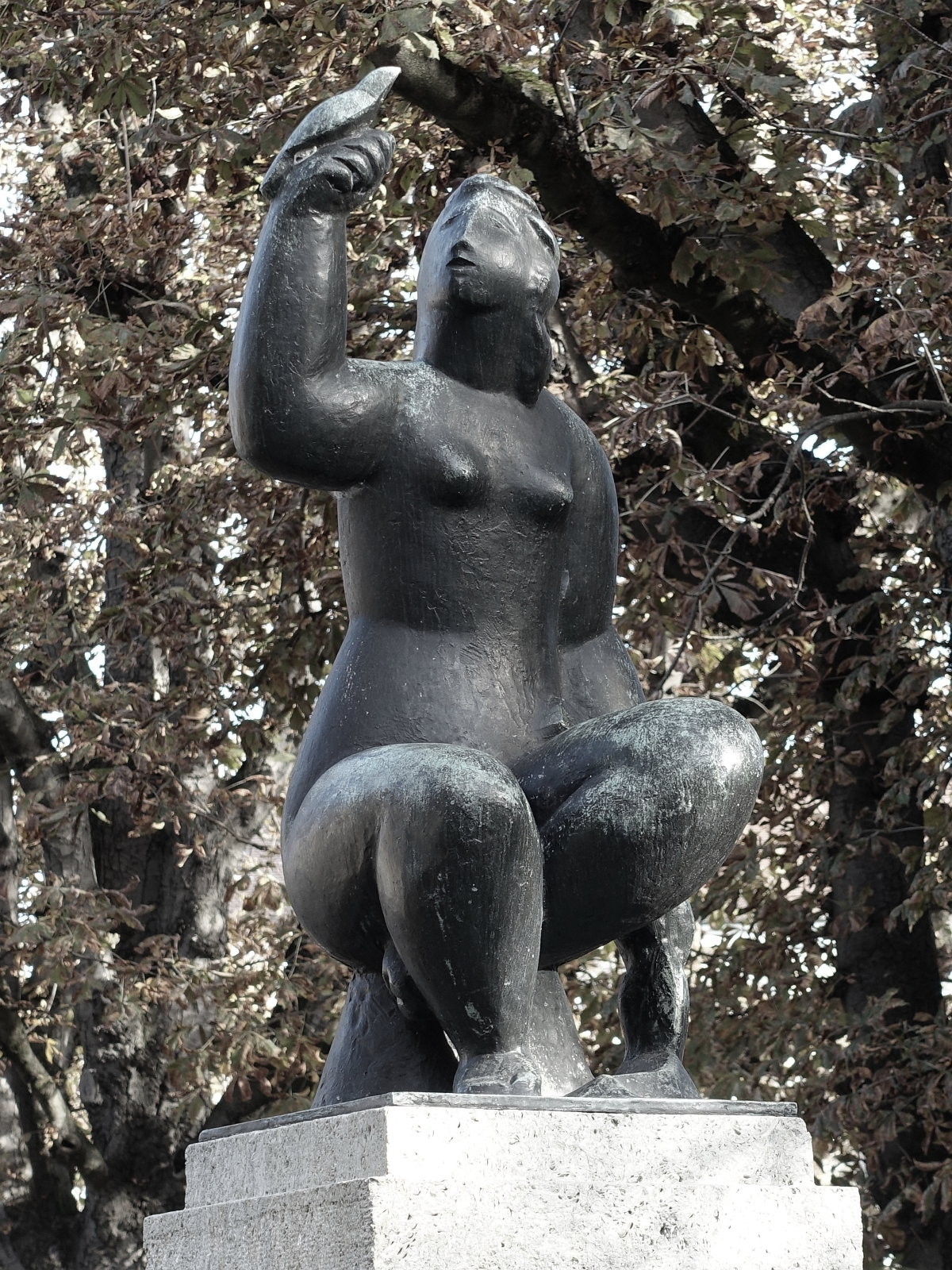
Brunnenskulptur, 1933
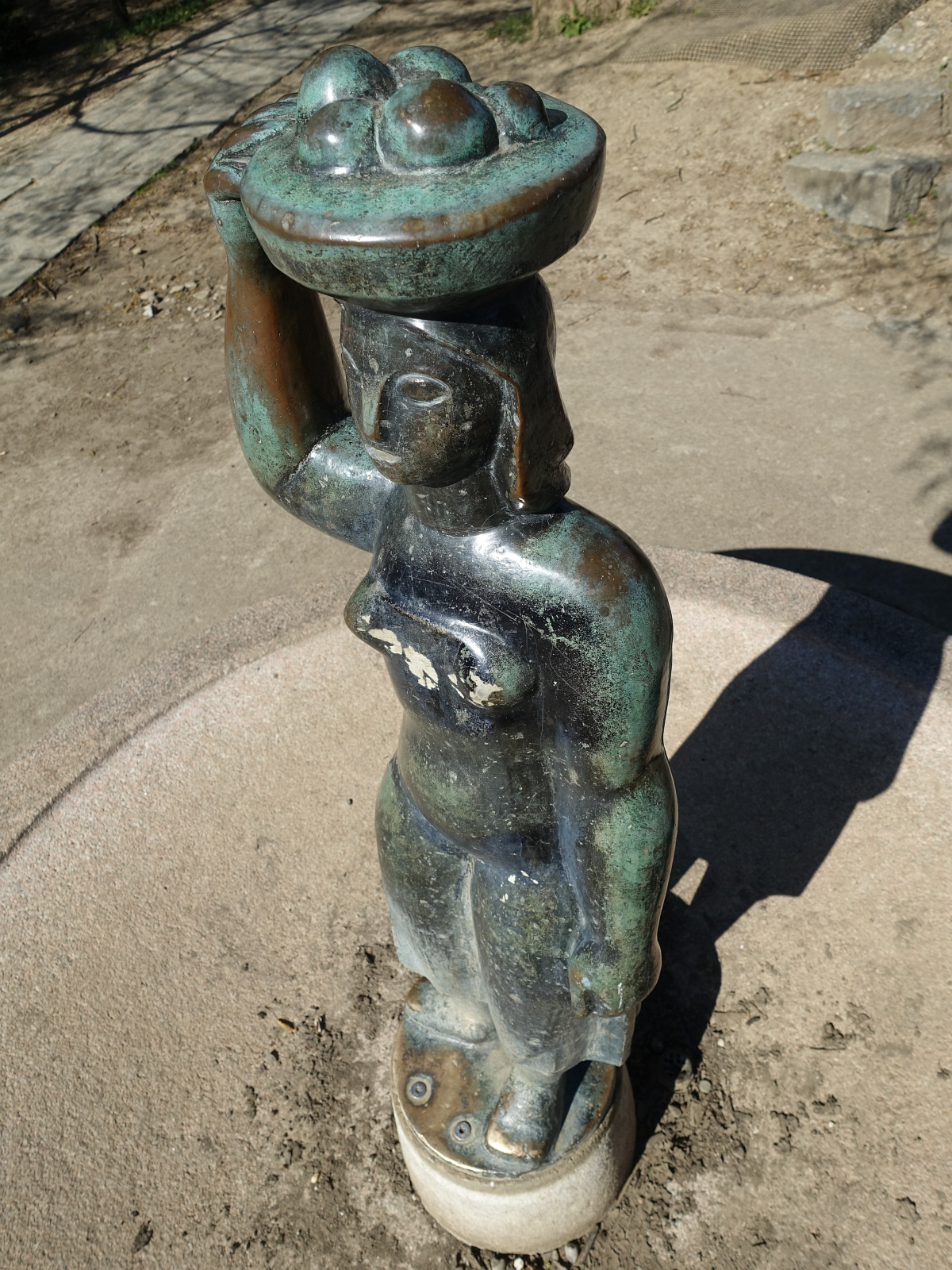
Brunnenskulptur, 1956